# 超次元ゲイム ネプテューヌmk2
『超次元ゲイム ネプテューヌmk2』（ちょうじげんゲイム ネプテューヌマークツー）は、2011年8月18日にコンパイルハートから発売されたPlayStation 3用ロールプレイングゲーム。2010年8月19日に発売された『超次元ゲイム ネプテューヌ』の続編にあたる。アメリカでは2012年2月28日、ヨーロッパでは2012年2月24日に発売された。
前作同様キャラクターデザインおよび原画はイラストレイターのつなこが担当している。
なお、本作のリメイク版であるPlayStation VitaおよびMicrosoft Windows用ソフト『超次次元ゲイム ネプテューヌRe;Birth2 SISTERS GENERATION』（ちょうじじげんゲイム ネプテューヌリバースツー シスターズジェネレーション）も本記事で扱う。
『Re;Birth2』はPlayStation Vita版は2014年3月20日に発売。Microsoft Windows版は海外版が2015年5月29日、日本版が2016年9月29日に発売（Microsoft Windows版の詳細については後述）。Nintendo Switch版は2024年5月23日に発売予定で、同日には、シリーズ作品の『超次次元ゲイム ネプテューヌRe;Birth1』と『神次次元ゲイム ネプテューヌRe;Birth3 V CENTURY』をセットにした『ネプテューヌ Re;Birth123 トリプルパック』も発売予定。PlayStation 4版はダウンロード専用ソフトとして発売予定。
以下、本項内では、企業等の実在する名称とゲーム内の固有名詞で同一のものが登場した場合、特に断りがない限りゲーム内での固有名詞を示す。

## 概要
前作のキャラクターを引き継ぎながらも、世界観や設定を一新した正統続編である。メインキャラクターも前作のネプテューヌを始めとする四人の女神達から、彼女たちの妹である女神候補生達へと変更された。
本作の舞台となるゲイムギョウ界は前作のパラレルワールドにあたり、前作では大陸が4つに分かれていたのに対し本作では一つの大陸に統一されている、ギョウカイ墓場と呼ばれる地帯がある、マジェコンヌが先代の女神ではなく犯罪組織の名称であるなどといった点で異なる。また、アイエフやコンパといった会社擬人化キャラクターたちの設定も変更され、新たに各国家の教祖やマジェコンヌ四天王などが新キャラクターとして登場している。他にも、生まれと違うエリアの女神を信仰してもあまり問題はないようであり、ギルドも非公式信仰組織ではなく依頼斡旋所となった。
戦闘面でも前作とは異なり、パーティーメンバーが4人へと増えただけでなく、前作のスタンダードなコマンド式戦闘から、移動などのシミュレーション的な要素が加わった戦闘システムへと変更されている。また、新たに前衛・後衛を自由に選びカップリングすることができるリリィシステムが追加されている。なお、各キャラクターには固有アビリティが4つとサポート効果が2つ設定されており、固有アビリティは常時発動する自分に対する特殊効果、サポートは後衛にいるときに前衛に与える特殊効果となっている。
シナリオは『もし高校野球の女子マネージャーがドラッカーの『マネジメント』を読んだら』の岩崎夏海が監修として参加。前作のコラボに加え新たに株式会社コンセプトおよび株式会社インターセプト代表取締役稲船敬二個人がみんつぶキャラ&スキル時に出現する剣として、ゲーム開始時の最初のムービーで高橋名人が「ゲームは1日1時間」と言い、ケイブおよびファルコムがパーティキャラとしてコラボ参加。なお前作DLCで登場したREDは登場しない（後に『Re;Birth2』で再登場）。また、前作以上に2ちゃんねるのハード・業界板で使われている用語（GK、痴漢、妊娠）などがネタとして使用されている。他にも、会話時のキャラクターは3DCGで表示され、振り返るなどの動きを行うようになっているが、一部イベントでは立ち絵となっている。(『Re;Birth2』では会話時のキャラクターはすべて立ち絵に変更されている)
なお、シリーズの3作目『神次元ゲイム ネプテューヌV』は2012年8月30日に発売された。

## プロローグ
20XX年。ゲイムギョウ界は犯罪組織マジェコンヌによって混沌の最中にあった。政府の対応は追いつかず、むしろ人々の中には背信行為とわかっていて崇拝を始める人間が続出するなど、世界は荒廃しつつあった。
イストワールの作戦を実行していた4人の守護女神と、パープルハートの妹・女神候補生ネプギアもまた、圧倒的な力量差の前に屈し、ギョウカイ墓場に封じ込められてしまう。女神達の戦いから3年後、コンパとアイエフの手によって辛うじて救助されたネプギアは、他国の女神候補生らと共同で姉達を救助し、マジェコンヌを打倒するための旅に出る。

## システム
本作は、拠点間移動やシナリオの進行、ミッションの受領等を行うための街・ワールドマップ画面と、実際の探索を行うダンジョンパートに大別されている。

### ワールドマップ・拠点
ワールドマップでは、各国の都市やその時点で探索できるダンジョンが表示されており、これをカーソル選択することで街やダンジョンに移行する。選択可能な都市やダンジョンは物語の進行によって増加するが、拠点として入れるのは各国の首都であるプラネテューヌ、ラステイション、ルウィー、リーンボックス＋αだけである。
街内では、ショップ（「Amazoo.nep」と表示されている）の利用、ギルドによるミッションの受領と達成報告、「企画書」アイテムを使用してのアイテム開発を行うことができる。開発に必要な素材はドロップ率が低めなため作りにくいものも存在するが、開発したアイテムは全てショップに売り出されるようになる。また、背景ではマイクロブログ「みんつぶ」の発言状況が表示されている。「みんつぶ」メニューからタイムラインを呼び出し、発言詳細を見ることもでき、この時詳細を見ることでサブイベントが発生することがある。

#### シェア
本作においては、各国や各都市における各女神およびマジェコンヌへの信仰率が「シェア」という概念で取り扱われている。「シェア」は全世界における各都市で個別に設定されており、各女神及びマジェコンヌで合計100%となる。拠点として入ることが出来ない都市についても、ワールドマップでカーソルを合わせている間は、その街における各国のシェア情報が円グラフで表示される。また、それとは別に全世界総合での各国シェア情報が常時表示されている（その時点で開放されている都市の平均値であるため、新しく都市が開放されると大きく変動することがある）。
前作との違いは、シェアの変動が数値として分かるようになっており、また上下させやすくなっている。ただし、シェアは変動することが前提となっており、一方のシェアが0％になる場合は超過分はないものとされる。
シェアの状態は対応する女神・女神候補生らの能力に影響する他、サブイベントの発生条件となっていることがある。

### ダンジョンパート
ダンジョンパートでは、3DCGにて描かれるダンジョン内の探索を行う。操作はフィールド探索タイプのロールプレイングゲームである。本作ではダンジョンクリアという概念は撤廃され、イベントを進行させるか、任意にダンジョンから脱出を行うまで探索を続行できるようになった。また、探索時のキャラクター固有のアクションは撤廃され、前回アイエフなどが使用していた隠し宝箱をスキャンする能力は全キャラクター共通となった。なお、隠し宝箱は貴重品であることはなくなり、ある程度の範囲でランダムにアイテムが出てくるようになっている。セーブは規定のセーブポイントでのみ実行可能。前作に引き続きダンジョン攻略にはさほどウェイトがおかれておらず、戦闘を回避すれば2分程度で最深部に到着できる。
ストーリー進行は前作がクエストを受けることで進んだのとは違い、今回は特定のエリアに侵入することでイベントが発生する形となっている（一部依頼達成やシェア状況などが条件になっている場合あり）。クエストはあくまで報酬とシェアを上下させるための要素であり、全部達成する必要はない。また、ストーリーが進むとコロシアムが開放され、規定モンスターと戦うことでクエスト同様の報酬を得られるようになっている。なお、コロシアムでしか入手できない素材や企画書が存在する。

### 戦闘システム
ダンジョンパートでは、モンスターシンボルへの接触によって戦闘が発生する。
戦闘では、行動順が訪れたキャラクターから順にフィールドを移動し、事前に設定しておいた技を使用して標的への攻撃を行うことが基本となる。攻撃は、赤い四角で表示される攻撃可能範囲に敵が存在していれば実行できる。それぞれの技には「消費AP」が設定されており、行動開始時に与えられたAPをそれぞれの技ごとに消費する必要がある。これはアイテムでも同様であり、強力なアイテムほどAPが高い。そのため、レベル・装備によっては1回何もせず待機しなければ使えないようなアイテムも存在する。APはターンが回ってくるたび上限まで回復する。APを使いきらずに行動終了した場合、通常の上限を超えてAPが回復する（回復量は超過分の25％、最終的な上限は通常の倍まで）。行動可能なAPが残っている限り、何回でも行動が可能（アイテムも同様）。ただし、APを消耗すると次にターンが回ってくるまでの待機時間が長くなってしまう。移動ではAPを消費しないが、一回の行動で移動できる距離はMOVというステータスによって決まっている。戦闘終了後、APは次の戦闘へ持ち越すことはできない。
各技は連続攻撃を基本とする「ラッシュ」、一発が重い攻撃を基本とする「ハード」、ガードゲージへのダメージを重視している「ブレイク」の3カテゴリに分けられており、攻撃の2段階目、3段階目、4段階目のそれぞれにおいて、対応する○、□、△のボタンに割り振ることができる。前作と違い、習得した通常スキルはどの段階に設定することも可能。また、武器は広範囲用（縦長・横長）と狭範囲用の2種類が存在し、広範囲用武器は最初の一撃に必要となるAPが高く設定されている。最初の一撃は後述するEXフィニッシュに必要なAPにはカウントされないので、考えて使わないと攻撃力や効率がかなり落ちてしまうことになる。
基本的には4段1セット（途中でAPが尽きた場合はその時点で終了）での攻撃行動となるが、特定の順番でボタンを押し、2〜4段階目で指定されたAP使用量を満たすことで、4段階目の後で追加攻撃となる「EXフィニッシュ」が発動する。
また、攻撃を行ったり攻撃を受けたりすることで、SPが蓄積する。増加量は一回につきデフォルトで2、攻撃時に限ってサポート効果により4まで増える。前述のAPと同時にこのSPを消費することで、各キャラクターの特殊能力である「スキル」を使用することが可能。ただし、スキルを使用した場合はその時点で行動順が終了する。スキルが攻撃タイプの場合、その攻撃によってもSPが蓄積する。一部の必殺技クラスのスキルの場合、ボスに対して発動すると演出及びヒット数などが強化された特殊なバージョンとなる。APとは違い、SPは100までは戦闘終了後に持ち越すことが出来る。
女神候補生、および守護女神は、SPが100以上蓄積している状態で「女神化」を使用することで、SP100を消費して「守護女神」に変身することが出来る。守護女神状態に変身すると「プロセッサユニット」と呼ばれる守護女神状態専用の装備が加わり能力が上がる。編集により性能を変えることも可能で同じキャラクターでも様々な戦術で戦える。また、守護女神状態では行動終了時に一定のSPを消費し、残量が不足するとその時点で女神化が解除される（任意に解除することも可能）ため、変身後はモタモタせず急いで倒すのが一番。状態異常「ウィルス」で強制的に変身が解除されることもある。なお、ネプギアのみ体部分を構成するプロセッサ「C（コア）」にテクスチャを貼り付けて任意の模様に変更することが可能。
本作ではダンジョンマップ上で□を押すことで武器を振るうことができる。この振るった武器がモンスターシンボルに接触した場合、初期AP・SPが増加した状態で戦闘に突入することができる他、レベル差の大きいモンスターのシンボルは戦闘に入ることなく消滅させることもできる。ただし、この場合ドロップアイテムは一切取得できずモンスター撃破数も増えないため、クエスト達成には向かない。なお、モンスターには視界が存在し、その範囲内だと発見されて向かって来る。ただし、範囲内にいても確実に発見されるわけではない。背後から接触されてしまうと、先制攻撃を取られてしまう。
パーティーメンバーのHPが0になった場合は戦闘不能となる。前作と異なり、戦闘不能は戦闘後も自動回復しない。
パーティーメンバーが全員戦闘不能となるとゲームオーバーとなる。本作ではタイトル画面に戻されるようになり、同じ戦闘をすぐにやり直すことはできなくなった。
戦闘中、一部のモンスターはマジェコンヌの影響を受けて「汚染」されることがある。この状態となったモンスターは体の色が黒くなり、能力が大幅に上昇する。汚染されたモンスターが存在する場合、他のモンスターが汚染される確率も上昇する。もとに戻す方法はなく、該当モンスターを撃破するか、逃走するしかない。

### エンディング
『mk2』のエンディングは8種類あり、各女神姉妹やメーカーキャラとの友好エンディングから、シリーズ中で最も惨烈なバッドエンドシナリオまで用意されている。次回作である『V』に繋がるのは犯罪神を完全に消滅させた真エンドのみ。
『Re;Birth2』のエンディングは9種類になり、全てのエンディングが『Re;Birth2』で健在した上に、前述のバッドエンドシナリオでは新しい分岐エンドを追加され、プレイヤーの行動次第で最悪の事態を回避できる。追加された聖剣エンドが『Re;Birth3』へ繋がるのが『Re;Birth3』の序盤の追加シナリオで判明する。

## 登場人物

### 守護女神、女神候補生
前作同様守護女神および女神候補生は人間としての姿と名前も持っている。本作から名前の変更はできなくなった。逆に、変身後の名前に関しては候補生ともどもまず呼ばれない。また、守護女神を「ハード」と読むこともなくなっている。メーカーキャラと違い、多くの技はハードにまつわる名称ではない（特に女神）。
ネプギア / パープルシスター
声 - 堀江由衣
身長 - 154cm / 体重 - 40kg / スリーサイズ - B78W56H80(Cカップ) （通常時）
身長 - 155cm / 体重 - 41kg / スリーサイズ - B80W56H82(Cカップ)（女神化時）
本作の主人公。プラネテューヌの女神候補生にして女神候補生のリーダー。
ネプテューヌの妹で、お姉ちゃんが大好きな女の子。真面目な性格だが、やや天然な一面も。姉の行動に戸惑うことも多いが、姉好きなのも手伝って大抵押し切られる。機械好きであり、遊びに出かけるとかわいい抵抗器を探したりするなど、その感性は独特。根っこの所はネプテューヌと同じと評される。影響を受けやすく、ブランの「子供が読むには早い」本を気に入ったりベールとチカに「裸執事」なるものを布教されたりしている。
3年間、他の守護女神と一緒に捕らえられていたが、アイエフたちによって救出される。最初、3年前何もできずに敗れたことと自分だけが助け出されたことに負い目を持っていたが克服する。
ネプテューヌと違って、口癖のようなものはない。
本作のバッドエンドの「支配エンド」では、四天王を倒すだけでも苦戦しているのに犯罪神を倒せるのかという絶望的な状況で、ネプギアは「犯罪神を倒すために作られた剣」の噂を頼りに古びた剣を見つける。それは確かに犯罪神を滅ぼせる唯一の武器だが、その力を持たせるには守護女神を剣の生贄にしなければならず、守護女神を殺した数に応じて破壊力が増す魔剣「ゲハバーン」だった。ネプギアのある発言が原因でラステイション、ルウィー、リーンボックスがプラネテューヌと敵対。それによって、ネプギアは他の守護女神、女神候補生、姉のネプテューヌをゲハバーンの贄にせざるをえなくなる。
武器はビームソード。ヒット数が多い技が多く攻撃力も高めなため、基本的にエースアタッカー。さらに回復やサポートのスキルも使えるため、万能型である。変身すると、武器がビームガンブレード「マルチプルビームランチャー（M.P.B.L.）」となり、女神の中では唯一この形態でしか使えないスキルが存在する。固有アビリティによってSP増加量が多くヒット数の多い技があるため、女神形態を維持しやすい。
女神時の外見はパワーアップ前は白いレオタード風であるが、パワーアップ後はネプテューヌ同様黒くなり露出が増す。
モデルとするハードは存在していない。
ネプテューヌ / パープルハート
声 - 田中理恵
身長 - 146cm / 体重 - 38kg / スリーサイズ - B73W54H76(Aカップ)（通常時）
身長 - 164cm / 体重 - 48kg / スリーサイズ - B87W58H85(Eカップ)（女神化時）
前作の主人公。プラネテューヌの守護女神。マジェコンヌ四天王の一人マジック・ザ・ハードに敗れ、ギョウカイ墓場に捕らえられている。
変身前は明るく能天気でおバカだが、変身後はクールな大人の女性の姿になる。ただし、ファンクラブからは変身前のほうが人気が高い様子。ネプギアの姉に当たるが、変身前は小柄なこともあって姉らしさは感じさせられない。ベールには「ちゃらんぽらん」と酷評されている。
積極的な性格だがあまり国の運営センスはないらしく、たびたび赤字を出してはイストワールに立て直してもらっているらしい。他の女神にもその能力に関して疑問視されたりするが、決して無能ではない。
攻撃をしたり受けたりすると、「ねぷっ」と叫んだりする。
ネプギア同様、実在するハードをモデルとしてはいない。前作の設定資料に掲載されている「ネプテューヌ」というハードは、かつてセガが開発していた幻のハードであるという説が有力。
武器は前回に引き続き実体剣を使う。女神の中では、唯一ルートを問わずDLCの必殺技を習得する。
ユニ / ブラックシスター
声 - 喜多村英梨
身長 - 149cm / 体重 - 39kg / スリーサイズ - B77W55H81(Bカップ) （通常時）
身長 - 148cm / 体重 - 38kg / スリーサイズ - B75W54H80(Aカップ)（女神化時）
ラステイションの女神候補生。
ノワールの妹だが、優秀な姉に対してコンプレックスを抱いている。ただし、事務仕事に関しては完全に姉以上。姉同様素直になれない性格。姉のコスプレ趣味は知らない。
女神の中では唯一変身時に変身前の服装の面影が残っている（プロセッサC「ジェネレーション」時）。女神化すると全体的に「軽量化」され、胸も縮んでしまうのが悩み。パワーアップ後はやたらと露出が増えて軽装になる。
武器は銃器及び体術。なお、スキルの説明から、武器の名称は「エクスマルチブラスター（X.M.B.）」ということになっている。ビーム系の通常攻撃をする際はガンダムシリーズのビーム発射音と同じ効果音が流れる。また、パロディもガンダムがらみが多い。
作中、わずかな期間であるがカテゴリが「？」になっており、その間はカテゴリ特性が存在しない。
ノワール / ブラックハート
声 - 今井麻美
身長 - 158cm / 体重 - 43kg / スリーサイズ - B83W56H82(Cカップ) （通常時）
身長 - 160cm / 体重 - 45kg / スリーサイズ - B83W57H83(Cカップ)（女神化時）
ラステイションの守護女神。マジェコンヌ四天王の一人マジック・ザ・ハードに敗れ、ギョウカイ墓場に囚われてしまう。
真面目で責任感が強い性格であり、ネプテューヌにはライバル心を燃やす。本作では妹がいることもあって、前作より落ち着いた性格になった。ベール曰く、「我が強い」。グリーンピースが嫌いらしい。
寂しがり屋な一面を持ち、友達が少ないことを密かに気にしている。コスプレ趣味を持っており、救出された際は最近のアニメの風潮を知るべく新たに勉強を開始した模様。
武器はネプテューヌ同様実体剣。ただし、ネプテューヌが刀や両手剣がメインであるのに対し、こちらはレイピアなど片手剣がメイン。
ゲームの内外で人気が高く、公式で行われた人気投票では僅差でネプテューヌを破り、一位を獲得した。
ロム / ホワイトシスター・ロム
声 - 小倉唯
身長 - 132cm / 体重 - 27kg / スリーサイズ - BちょっとはあるWほそいHほんのり(AAカップ) （通常時）
身長 - 137cm / 体重 - 29kg / スリーサイズ - BとびだしてはいないWほそいHほんのり(Aカップ)（女神化時）
ルウィーの女神候補生。ブランの妹で、ホワイトハート三姉妹の次女。変身前後の性格の変化はブランの二面性をあらわしているらしい。
無口でおとなしい性格だが変身後は強気になる（口数は少なめ）。ある出来事からネプギアに懐いている。
積極的に動くことはないが、ブランをからかったりするときはラムと一緒にかなり楽しんでいる。
武器は杖。ペン型をしている。
ホワイトシスターは他の女神（候補生）と違いロムとラムの2人でひとつの女神である。そのため、戦闘時以外は基本的にペアで行動する。
スーツの黒い長方形を画面と考えると女神化したロムとラムが並んだ時にニンテンドーDSを縦に構えた状態に見える。
ラム / ホワイトシスター・ラム
声 - 石原夏織
身長 - 132cm / 体重 - 27kg / スリーサイズ - BちょっとはあるWほそいHほんのり(AAカップ) （通常時）
身長 - 137cm / 体重 - 29kg / スリーサイズ - BとびだしてはいないWほそいHほんのり(Aカップ)（女神化時）
ルウィーの女神候補生。ブランの妹で、ホワイトハート三姉妹の三女。
ロムとは異なり無邪気で元気な性格だが、変身後はサディスティックな性格になる。ロムがネプギアに懐いていることが気に食わず、仲間になった後もネプギアに嫉妬しているようだが、実はいつもネプギアにかまってもらっているロムのほうに嫉妬していたことをブランとミナに指摘される。
ロム同様、武器はペン型の杖。ただし、違う系統の武器扱いであり、お互いに武器を共有することはできない。プロセッサユニットはロムと共用することができるが、逆にロム専用・ラム専用というものはない。
ブラン / ホワイトハート
声 - 阿澄佳奈
身長 - 144cm / 体重 - 36kg / スリーサイズ - B71W53H77(Aカップ) （通常時）
身長 - 146cm / 体重 - 37kg / スリーサイズ - B73W53H77(Aカップ)（女神化時）
ルウィーの守護女神。ホワイトハート三姉妹の長女。マジェコンヌ四天王の一人マジック・ザ・ハードによって囚われている。
普段は冷静で言葉少なだが、根は乱暴な口調で話す激情家(前作では、乱暴な口調を隠すために言葉数を少なくしていた)。趣味は読書であり、自身も同人誌を書いているが、全く売れておらず人気はない。ただし、捕まっている間に新人賞の審査を通過していたので、ある程度の腕前はある模様（連絡がつかなかったため、結局落選）。また、アロル・クリスティンという人物が出版している冒険記の大ファンで、その本人に会った際は相当興奮していた。
妹たちができたこともあって、前作よりは落ち着いた性格になっているが、些細なことで妹たちと張り合おうとするなど大人気ない一面も見せるようになった。また、妹たちが自分よりネプギアに懐いていることに危機感を抱いたりもしている。ベール曰く「協調性ゼロ」。ただし、ネプテューヌとはそれなりに仲がいい。
武器はハンマーであり、変身すると斧に変化する。
ベール / グリーンハート
声 - 佐藤利奈
身長 - 163cm / 体重 - 48kg / スリーサイズ - B93W61H87(Fカップ) （通常時）
身長 - 167cm / 体重 - 49kg / スリーサイズ - B95W61H88(Gカップ)（女神化時）
リーンボックスの守護女神。マジェコンヌ四天王の一人マジック・ザ・ハードに敗れ、ギョウカイ墓場に囚われてしまう。
清楚で穏やかな包容力のある人物だが、実はネトゲからBLゲームまで嗜むゲーマー。特にネトゲに至っては廃人の域に達しており、合計3台のPCを使って同時プレイできるほど。ゲームに集中している際は、チカの扱いすら目に見えてぞんざいになる。自室は様々なグッズで埋め尽くされているが、部屋にあるグッズは全体の2％ほどで、残りは物置に放り込まれているらしい。好きなゲームは「四女神オンライン2」で、3年ぶりに復帰した際はメンバーが自身のギルドを守っていてくれたことに感動していた。仲間になった後は3年分の積みゲーを消化している模様。
リーンボックスに女神候補生が居ない関係もあり、教祖であるチカを実の妹のように可愛がっている。彼女の仮病には慣れているが、本気で体調を悪化させたときはきちんと見抜くことができる。
武器は槍で、横に薙ぐか突くかによる広範囲攻撃の武器ばかりとなっている。
ウラヌス
声 - 非公開
ネプテューヌの前のプラネテューヌの守護女神。過去に犯罪神と戦い、ラステイション、ルウィー、リーンボックスの守護女神を失い、自身も肉体を失うが犯罪神をギョウカイ墓場に封印した。真エンドルートでかつてよりも強大な力を持った犯罪神に対して、最後の力を振り絞って目覚め、ネプギア達にアドバイスを送る。
『新次元ゲイム ネプテューヌVII』では、彼女が身に付けていたといわれるプロセッサユニットが登場する。

### 教祖
守護女神をサポートする少女たちで、様付けで呼ばれるなど基本的に格上の存在。作中の発言からすると任命式のようであるが、基準や条件などは不明。ほぼ全員、女神に対しては忠義とは別感情で動いている。イストワールを除いて、各ハードにまつわる蔑称が由来となっている。
『Re;Birth2』では全員戦闘参加が可能。『Re;Birth1』の妹達と同様、リメイクシステムで特定の追加機能を完成すれば、参入イベントが通常ルートの終盤で発生する。外伝では仲間にならないが、新規シナリオでは重要な役目を担当している。
イストワール
声 - かないみか
プラネテューヌの教祖。『mk2』での設定は昔の女神が作った人工生命体。通称「いーすん」。
豊富な知識を持つが、彼女とある名台詞の通り、それを駆使した行動は非常に時間が掛かる。
服装のデザインが前作と異なり、口調と台詞テキストは前作史書形態の彼女に近い。モデルは不明だが、イストワール（Histoire）とは歴史という意味である。
女神との関係性は、元々相当長い歴史を生きてきたこともあり、教師と生徒といった感じである。
女神の危機の際に世界を維持する「ゲイムキャラ」とは旧知の間柄。
『Re;Birth2』での戦闘スタイルは『Re;Birth1』と同様、本に乗ったままで戦う（外見と口調が変更された）。主君であるネプテューヌ姉妹とは全く似てない。
神宮寺 ケイ（じんぐうじ ケイ）
声 - 三瓶由布子
ラステイションの教祖。中性的な外見で、一人称は「僕」。よく男の子に間違えられる。自身も、あまり自分の性別は気にしていないらしい。ただし、実際は乙女趣味である。
常に物事をビジネスライクに捉える合理的な性格の持ち主で、無償の気遣いなどが苦手。ユニのことは、子供扱いしている節がある。
ノワールとユニを呼び捨てにするなど、よくて友達レベルで接しており忠誠心はおそらくゼロである。ただし、決して無関心というわけではない。
設定資料には「ユニと同年代」「PSPg●のイメージ」という記載がある。
『Re;Birth2』での戦闘スタイルはノワールと同様、専用の片手剣で戦う。彼女の名前の由来と同じの技と武器も用意されている。また、新規シナリオで得た犯罪神対策とは、ケイの提案を元にして作られたモノである。
西沢 ミナ（にしざわ ミナ）
声 - 仲谷明香
ルウィーの教祖。普段は温厚だが、怒ると怖い。少なくとも教祖の中では対外的には一番まともであるが、同時に教祖陣で並んでいると目立たない。また、ロム・ラムに対しての愛情が度を過ぎているところがある。
ブランたちに対しては、忠誠心はあるが母親に近い立場であると思われる。
ロム・ラム姉妹の魔法教師なので、『Re;Birth2』での戦闘スタイルも典型的な魔法使いタイプ。武器は専用の杖。
箱崎 チカ（はこざき チカ）
声 - 小松由佳
リーンボックスの教祖。ベールを実の姉のように慕い、ベールが判断基準の中心で当然のごとく最優先事項である。
体が弱いが、過剰な仮病をすることも多いので、よくケイブとベールに無視されしまう。以前はベールも騙されることもあったようだが、もう慣れたらしい。
女神が候補生すらいない状況でも最低限の秩序を保てるなど政治能力は高いものの、アイドルのコンサートの途中で男性ユニットを紹介するなどオタク方面の知識などは付け焼刃であることもあって失敗することが多い。
『Re;Birth2』での戦闘スタイルはベールと同様、専用の槍で戦う。病弱キャラなのでVITとMENが低く、ダンジョン内の待機モーションでも咳（のフリ）をしている。

### メーカー
前作の下界設定はなく、本作の会社擬人化キャラクターのカテゴリ（種族のこと）名はメーカーとなっている。彼女たちはその会社代表キャラクターの技をスキルとして使用できる（魔界粧・轟炎、あいんつぇるかんぷなど）。
コンパ
声 - 酒井香奈子
プラネテューヌの新人ナース。
マイペースで天然な性格の持ち主。前作とは異なり、アイエフとの関係は幼馴染に変更され、ネプテューヌ姉妹とも仲良し。3年前までは看護学生だったが、現在はナースとして就職済み。旅には長期休暇を使って参加しているが、最悪クビになっても就職し直すと開き直っている。
習得する固有スキルは回復系のみだが、DLCの追加スキルパックを適用すると、強力な攻撃系と必殺系スキルを使用できる（他の前作キャラクターも同じ、『Re;Birth2』ではイベントで追加）。同時に、アイエフとのカップリングスキルが使用可能になる。
使用武器は前作同様巨大な注射器。コンパイルハートの擬人化キャラクター。
DLCにて「コンパが守護女神コンパイルハートだったら」という設定のプロセッサユニットが登場する。
アイエフ
声 - 植田佳奈
プラネテューヌの諜報部員。イストワールの直属の部下であり、本作では彼女のことを「イストワール様」と呼ぶ。普段は諜報員らしく極秘情報を奪ったり逆に偽情報を流布したりするなど、やっていることはえげつない。
幼馴染のコンパが大好きで、あるイベントでは「コンパを嫁にしたい」と言った仲間達を怒鳴る。
真面目で責任感が強く、破天荒なパーティーメンバーの中では数少ない常識人でありつっこみ役。見た目によらず大人びているが、携帯電話を失うと幼児退行してしまう。妄想がスキルとして顕現するほど重度の中二病。趣味は塔登りであり、ネプテューヌ姉妹とは一万階あるという噂の塔に挑戦しようとした際に出会った。
使用武器はカタール類。
アイディアファクトリーの擬人化キャラクター。一部の諜報部員の名前と腰にある9つの携帯電話の由来はアイディアファクトリーのブランドとゲームシリーズから。
がすと
声 - 桑谷夏子
遠い国「ざーるぶるぐ」からやって来た旅の錬金術士。
見た目は幼いが、お金にがめつい。ストーリー上ではさほど目立たないが、みんつぶイベントでは使用済みスプーンはおろか下着までオークションで売るなどの問題行動も行なっている。貴重な材料こそ必要なものの、重要アイテムを修復したりできる。各地でそういったことをして平和のために動いていたが、所詮は対症療法であることに限界を感じ、旅に加わる。
彼女のみ、通常のサプイベントで前作の必殺技「がすとくんえかきうた」を習得できる。なお、トトリ式・ロロナ式錬金術という名前の技を習得する。
使用武器は杖。ロム・ラム姉妹のものとは別枠で扱われる。
ガストの擬人化キャラクター。また、デザインはガストのマスコットであり、唯一モデルが存在するキャラクター。
『Re;Birth2』では登場しない。
日本一（にほんいち）
声 - 水橋かおり
困った人の前に突然現れる自称：ゲイムギョウ界の正義のヒーロー。ローゼンクイーン商会出身。
ヒーローの名に違わず強い正義感の持ち主であり、一人でマジェコンヌ相手に戦っていた。ひょんなことからネプギア一行の旅に加わる。
貧乳であり、いじられるどころかケイブから胸で判断されるなど散々な扱いをされる。
使用武器はプリニーガン。日本一ソフトウェアの擬人化キャラクター。
『Re;Birth2』では登場しない。
5pb.（ファイブピービー）
声 - nao
ロックが大好きなデビューしたての新人アイドル。ただし、プライベートでは人見知りである。特に、チカはベールがいなくなって気が立っていることもあって、何度会っても慣れる様子がない。ただし、そういった描写は登場序盤のみ。かつては今以上に浮き沈みが激しかったらしく、ギター破壊や歯ギターをやっては泣いて落ち込んでいたらしい。
彼女の歌には邪念を払う力があるらしく、ネプギアたちの窮地を救ったこともある。魔法系キャラだが、コンパとは逆に回復系スキルは持たず攻撃・サポートに偏っている。
声優は前作に引き続いて主題歌を担当するnaoが演じている。naoは「みんつぶ」にも出演している。
使用武器はギター。前作と異なり、ギター演奏による攻撃はすべて攻撃スキルに変更され、通常攻撃やEXフィニッシュは基本的にギターによる殴打となった。
5pb.の擬人化キャラクター。現在5pb.はMAGES.の家庭用ゲーム部門として存在しているため、厳密には企業ではない。そのMAGES.は『V』以降でメーカーキャラクター化（設定上は5pb.の親戚）を果たし、ドラマCD「湯けむり温泉殺人事件 in プラネテューヌの巻」で共演することもあるが、『Re;Birth2』でも5pb.のみ登場。
ケイブ
声 - 高橋まゆこ
新しい会社擬人化キャラクターで、治安維持組織「リーンボックス特命課」のシューター。クールでミステリアスだが、人の機微を読むのが苦手で身近な人物であるチカの声すらまともに覚えていない。なお、彼女の所属する特命課は課長を含めて3名しかおらず、課長は体当たりでスカウトするという営業担当、残り一人は「ボックス」としか喋らない人間かどうかも不明な存在と、ケイブがいなくなったら機能するか怪しい構成となっている。
背が高いが当たり判定は小さく、回避とシューティングゲームが得意、人ごみの中でもすいすい歩くことができる。ネプギアとの川遊び勝負でもほぼ「無傷」で勝った。休日などは、ゲームセンターでシューティングをスコアカンストするまで何時間でも、下手をすると閉店時間までやっている（ワンコインでやっているようなので、店にとってはいい迷惑である）。
スタイルもよく、スタイリッシュな外見をうらやましがられているが、ケイブ自身はかわいいものや甘いものが好き。ただし、似合わないことを気にしており、甘いものを食べに行く際は人目を避けている。また、あまり笑えないことが悩みであり、ひそかに練習してはいるがうまくいっていない模様。
『mk2』ではDLCで参入、新イベントとCGも用意されている（『Re;Birth2』では最初から実装済み）。武器は鋏、または羽根剣。スキルでもここぞとばかりに弾幕を張り、『mk2』ではサポート効果や対象モンスター数によっては消費したSPよりも多くSPが回復するほど、多大なヒット数を誇る。『Re;Birth2』でも装備とリメイクシステム次第でほぼ1本のエグゼドライヴゲージを回収できる。
CAVEの擬人化キャラクター。
ファルコム
声 - 神田朱未
新しい会社擬人化キャラクターで、ゲイムギョウ界を旅する冒険者。やや大きいバイオリンケースを持ち歩いている。故郷はプラネテューヌ西に存在する島。
困っている人を見捨てておけない、おせっかいな性格の女性。人助けをするたびに、なぜか女の子に好かれてしまう。船に乗るたびに難破して所持品を失うという特殊能力(？)を持っている。
自身の旅を題材とした『クリスティン漂流記』という小説を出版しており、巷では高い人気を誇る。なお、この漂流記に書かれている内容はイースシリーズのストーリー（を誇張したもの）のようである。恥ずかしいということで、ペンネームは「アロル・クリスティン」を名乗っている。ブランも彼女の大ファンであり、薦められて読んだネプギアもファンとなっている。
『mk2』ではDLCで参入、新イベントとCGも用意されている（『Re;Birth2』では最初から実装済み）。武器は魔剣「ドラゴンスレイヤー」。初期装備ゆえに最弱の武器であるが、上位互換のバリエーションが多数存在する。ドラゴンスレイヤーはイストワールからもらったらしいが、どういう経緯か説明するには許可が必要とのこと。『mk2』ではHPやMOVなどが魔法系と同レベルというステータスを持つ。『Re;Birth2』のステータスは『V』準拠なので、正真正銘の優れた戦士キャラクターになった。
日本ファルコムの擬人化キャラクター。

### 『Re;Birth2』版メーカーキャラクター
『Re;Birth2』で一新したメーカーキャラクター（アイエフ、コンパ、5pb.、ケイブ、ファルコムを除く）。REDは日本一、ブロッコリーはがすとの代替キャラクター。
RED
声 - 伊藤かな恵
『Re;Birth2』のみ登場。レッド・エンタテインメントの擬人化キャラクター。
気に入る女性を「嫁」と呼び、嫁を探すためにゲイムギョウ界を旅をしている不思議な少女。ネプギアがアイエフとコンパと共に旅をしているという噂を聞き、嫁にするため追いかけてくる。彼女達と共にリンダを撃退した後で仲間になる（時期は『mk2』における日本一参戦と同じ）。初代作品とは違い、「嫁」はカタカナではなく普通に漢字表記。
武器はおもちゃセット（フリスビー、ヨーヨー、パチンコ、けん玉）、エグゼドライブ「R・E・D」は龍だけに攻撃させるものではなく全武器による乱舞攻撃に変更する等、スキル演出が一新された。外見に反してSTRは最強クラスで、回復と支援スキルも使えるが、防御系ステータスが悪く、「R・E・D」は魔法属性になってる。
ブロッコリー
声 - 沢城みゆき
『Re;Birth2』のみ登場。ブロッコリーの擬人化キャラクター。『V』で登場した彼女と同一人物のようだが、本作は『mk2』におけるがすとのポジションなので、以下の3人とは違って無条件に加入する。今回は呼称やモデルについてつっこまれることも無い（モデルについては「神次元ゲイム ネプテューヌV」の記事を参照）。
とある重要アイテムの修復イベントではブロッコリーが行うのではなく、彼女が攻略本で得た知識をネプギアに教えるという形に変更された。
サイバーコネクトツー
声 - 浅野真澄
『Re;Birth2』のみ登場。サイバーコネクトツーの擬人化キャラクター。追加された参入イベントを発生させると仲間になる。本作ではイストワールの依頼によりネプギアと合流する援軍の一人として登場。
マーベラスAQL
声 - 原田ひとみ
『Re;Birth2』のみ登場。マーベラスAQL の擬人化キャラクター。追加された参入イベントを発生させると仲間になる。本作ではイストワールの依頼によりネプギアと合流する援軍の一人として登場。
鉄拳
声 - 小松未可子
『Re;Birth2』のみ登場。ゲームソフト鉄拳シリーズの擬人化キャラクター。追加された参入イベントを発生させると仲間になる。本作ではイストワールの依頼によりネプギアと合流する援軍の一人として登場。

### Steam版『Re;Birth2』追加キャラクター
Steam版『Re;Birth2』の追加コンテンツにて新たに追加されたキャラクター。『V（Re;Birth3）』『VII（VIIR）』の彼女たちと同一人物である。ストーリーへの関与はない。人物像については『神次元ゲイム ネプテューヌV』『新次元ゲイム ネプテューヌVII』を参照。
アイエフ（幼少 ver.）
声 - 植田佳奈
コンパ（幼少 ver.）
声 - さかいかな
天王星うずめ / オレンジハート
声 - 本多真梨子

### 犯罪組織マジェコンヌ
犯罪神マジェコンヌの復活を目論んだ組織。相関キャラクターの行動と設定も前作以上に現実のマジコン問題を反映する。四天王は全て（経緯などは不明だが）マジェコンヌによって生み出された存在であり、その体はマジェコンヌの体となりうる器となっている。なお、ゲーム中ではマジコンではなくマジェコンと呼ばれている。また、四天王をモチーフにしたプロセッサユニットが存在する。
マジック・ザ・ハード
声 - たかはし智秋
マジェコンヌ四天王の紅一点にして筆頭。また、犯罪神マジェコンヌへの信仰心を守護する女神でもある。その実力は非常に高くシェアが少なくなっていたとはいえ女神4人を歯牙にもかけず倒し、女神が救出された後も戦闘と策略でネプギアたちを苦しめた。デザインは前作のマジェコンヌに似ている。
作中冷酷な強敵として描かれ、犯罪神に対する忠誠心は最も高い。真エンドルートにおいて復活するが、マジェコンヌの意思を受けてマジェコンヌを崇拝しないものが一人でもいたら人類全員皆殺し一択という残忍な性格へと変貌してしまった。
『mk2』では彼女のみ、コロシアムの上位版がDLC限定。また、彼女をモチーフにしたプロセッサユニットは身に着けているユニットそのものである。
アニメ版では登場しないが、ネプテューヌがマジェコンヌの名前を言い間違える物の中に「マジック・ザ・ハード」が存在する。
ジャッジ・ザ・ハード
声 - 津田健次郎
ゲームが売れず、夢を諦めたクリエイターの怨恨が具現化したマジェコンヌ四天王の1人。性格は極めて狂暴で好戦的というより戦闘狂。墓守と呼ばれ、ギョウカイ墓場で女神たちを救出しに来るものを阻んでいる。その性格に反し、3年もの間ほとんど誰も来なかったためにストレスが溜まっている。四天王最初の戦死者であるため、トリックとブレイブに「最も弱い」と「面汚し」と言われたが、初めての本格対決ではすぐに広い範囲の必殺技を放ち、しかも行動順も早いので、場合によって半壊あるいは全滅させられてしまう可能性もある。復活後も、かなり高レベルであっても被弾する可能性がある強敵となっている。
真エンドルートで復活した際は、倒された恨みに加えてマジェコンヌの意思を受けた影響かもはや戦闘狂どころか殺戮狂といえるような人格へと変貌していた。
ブレイブ・ザ・ハード
声 - 伊藤健太郎
貧しくてゲームを買えない子供達の悲憤が具現化したマジェコンヌ四天王の1人。犯罪組織の一員でありながら、正々堂々とした熱血漢。ユニのライバルにあたる人物。デザインのモチーフ元は『勇者シリーズ』。
マジェコンについては、「貧しい子供たちでもゲームができる素晴らしいツール」と本気で考えており、本質は子供への思いやりが強いが大人にはいささか当たりが強い。
敗れたあとはギョウカイ墓場に落とされたようだが、ユニに惚れ込み嫁にもらおうとノワールやケイの夢に現れるも、ケイから不平等条約という言葉も生温い条件を突きつけられ、撤退を余儀なくされた。
他の四天王と同様、真エンドルートで復活。彼の場合は外見と性格も豹変し、完全に犯罪神の下僕に成り下がったように見えるが…『Re;Birth2』新規シナリオでも真エンドルートと同じ理由と性格でネプギア一行に立ちはだかる（外見は変わらない）。
トリック・ザ・ハード
声 - 上田燿司
難しいゲームをクリアできず受験に失敗した者達の怨嗟が具現化したマジェコンヌ四天王の1人。チート行為と幼女が大好きという変態。洗脳能力を持っており、シェアが少なくなっていれば女神候補生すらも洗脳することが可能。どういう形かは不明だが、洗脳能力は他者に貸与することも出来るようである。舐めることで相手を回復させられるらしい。ロム・ラムの仇敵にあたる人物。
真エンドルートで復活した際は、他の四天王と違って比較的変わらないままだった。
アニメ版では四天王勢で唯一登場。下劣な幼女好きという性格はそのままだが、名称が「トリック」となっており、洗脳能力も持ち合わせていない、ただのモンスターという立ち位置だった（アニメ版のマジェコンヌは、初代やVで登場するキャラクターの方であり、犯罪組織名のマジェコンヌは存在しない）。
ワレチュー
声 - ニーコ
ワレモンスターの一種で、マジェコンヌのマスコットキャラクターを自称する構成員。ある出来事からコンパに惚れ込んでいる。戦闘時にとても周りに聞かせられるようなレベルでない台詞を口走るなど欲望丸出しな性格だが、その実組織への忠誠心は高くコンパに頼まれてもマジェコンを渡してしまうようなことはしない。
作中で一度も名乗っておらず（ただし初戦以降で名前が表示された）、ネプギアたちとリンダにネズミ呼ばわれた。また、5章で敗れた後、真エンドルート終章以降でしか登場しない。
リンダ
声 - 皆川純子
口も頭もかなり悪い女の子。マジェコンヌの低級構成員であり（直属上司はマジック）、破壊活動から雑務まで組織にこき使われている。性格は憎めない小悪党そのものだが、結末はルートによって大きく変わる。なお、物騒な発言をよくするのだが、マジックが豹変した時は「あくまで皆殺し」という態度にドン引きしていた。組織への忠誠心というよりは、マジェコンはただでゲームがやれてデータもいじれる便利な道具として欲しており、それ以外はマジックへの忠誠心だけで参加していたようである。
名前は上記の通りであるが、敵味方双方に「下っ端」呼ばわりされており、イベントシーンの発言者名まで含めて作中には名前はほぼ登場しない（アニメでのクレジットも下っ端になっている）。作中では、初登場時とオープニングムービーの2回だけ。部下を連れていたりマジェコン工場の工場長になったりするなど一応、出世はしているようだが、あくまで下っ端である。序盤こそネプギアを恐怖させたりアイエフたちを追い込んだりするなどしたが、その後の展開では扱いがどんどん悪くなっていき、最終的には「面倒くさい」「いい加減飽きた」などと言われて戦闘シーンすら発生せずに袋叩きにされたりもする。
犯罪神マジェコンヌ
声 - たかはし智秋
真エンドルート以外の最終ボス、外見と設定も前作のマジェコンヌと違う。復活すると、ゲイムギョウ界の全てを滅ぼすと言われている。
元々は実体が持たない邪神だが、マジックの暗躍により復活された。器の外見は四本の手と、四本の足と、巨大な口と女性獣人上半身のようなモノを持つ異形、戦闘セリフも片言しかいない（一部ルートのイベントセリフでは流暢にしゃべるが）、その禍々しさがアイエフに「この姿を知っていれば誰も復活させようとは思わない」と言われるほど。
その本質はゲイムギョウ界が滅びさえすれば、その手段は厭わないという正真正銘滅びの権化たる存在。魔剣の存在と代償も知っており、本来の外伝ではあえて自害を選ぶが、新規シナリオではこの姿のままでネプギアと対決する。
真エンド以外のルートは不完全な状態のままでネプギア達に敗れたが真エンドルートのマジェコンヌ本体（思念体であるためダメージを受けない）は異形の器から脱出されてしまい、彼女はギョウカイ墓場と融合して真マジェコンヌになった。
なお、この時の姿はギョウカイ墓場の主デルフィナスと同じデザインとなっているが、詳細は不明。
真マジェコンヌ
名前は前作の最終ボスと同じだが、本作の外見は異形の器の正面にいた女性獣人の姿と同じ。武器は両刃槍、戦闘スタイルも女神とマジックに似ているが、その力が段違い。
真マジェコンヌの外見が女性的にもかかわらず、ノワールに「いい男になった」と言われた。マジェコンはマジェコンヌの力を受けて動作しているようで、マジェコンヌが消滅すると一切動作しないガラクタとなる模様。
真エンドルートの最終ボスであるが、真エンドをクリアしなくても、2周目以降のコロシアムでその強化版（同名）と上位版「デルフィナス」と戦える。
DLCにてデルフィナスが身に付けているプロセッサユニットが登場する。

## 主題歌
mk2
オープニングテーマ「きりひらけ!グレイシー☆スター」
作詞 - 山下慎一狼 / 作曲 - YOFFY / 編曲 - 大石憲一郎 / 歌 - nao
エンディングテーマ「GO→Love&Peace」
作詞・歌 - 彩音 / 作曲・編曲 - 上野圭市
イメージソング「クリスタルの誓い」
作詞 - こだまさおり / 作曲・編曲 - 宮崎誠 / 歌 - ゆいかおり
挿入歌「N・I・S <このJusticeを胸に>」

Re;Birth2
オープニングテーマ「きりひらけ!ロープレ☆スターガール」
作詞 - 山下慎一狼 / 作曲 - YOFFY / 編曲 - 真下正樹 / 歌 - nao
エンディングテーマ「never GIVE up」
作詞・歌 - 彩音 / 作曲・編曲 - toiza71

## Microsoft Windows版
2014年12月24日に親会社のアイディアファクトリーのアメリカ子会社、Idea Factory International, Inc.から、Re;Birth2のMicrosoft Windows版がSteamにて発売されることが発表された。翌年の2015年5月29日に海外のみに発売され、PlayStation Vita版で発売されたDLCもすべて同時配信された。英語版の移植となっており、日本語は吹き替えのみサポートする。タイトルはHyperdimension Neptunia Re;Birth2: Sisters Generation。
Microsoft Windows版においては、最大1080pまでの解像度の対応やフレームレートの60fpsへの向上、Steam 実績、Steam トレーディングカード、Steam クラウドへの対応がなされている。
また、Microsoft Windows版は海外向けに発売されているため、日本国内からは購入が不可能だったが、2016年9月29日からは日本語版が発売された。